# Grenzsteinpark

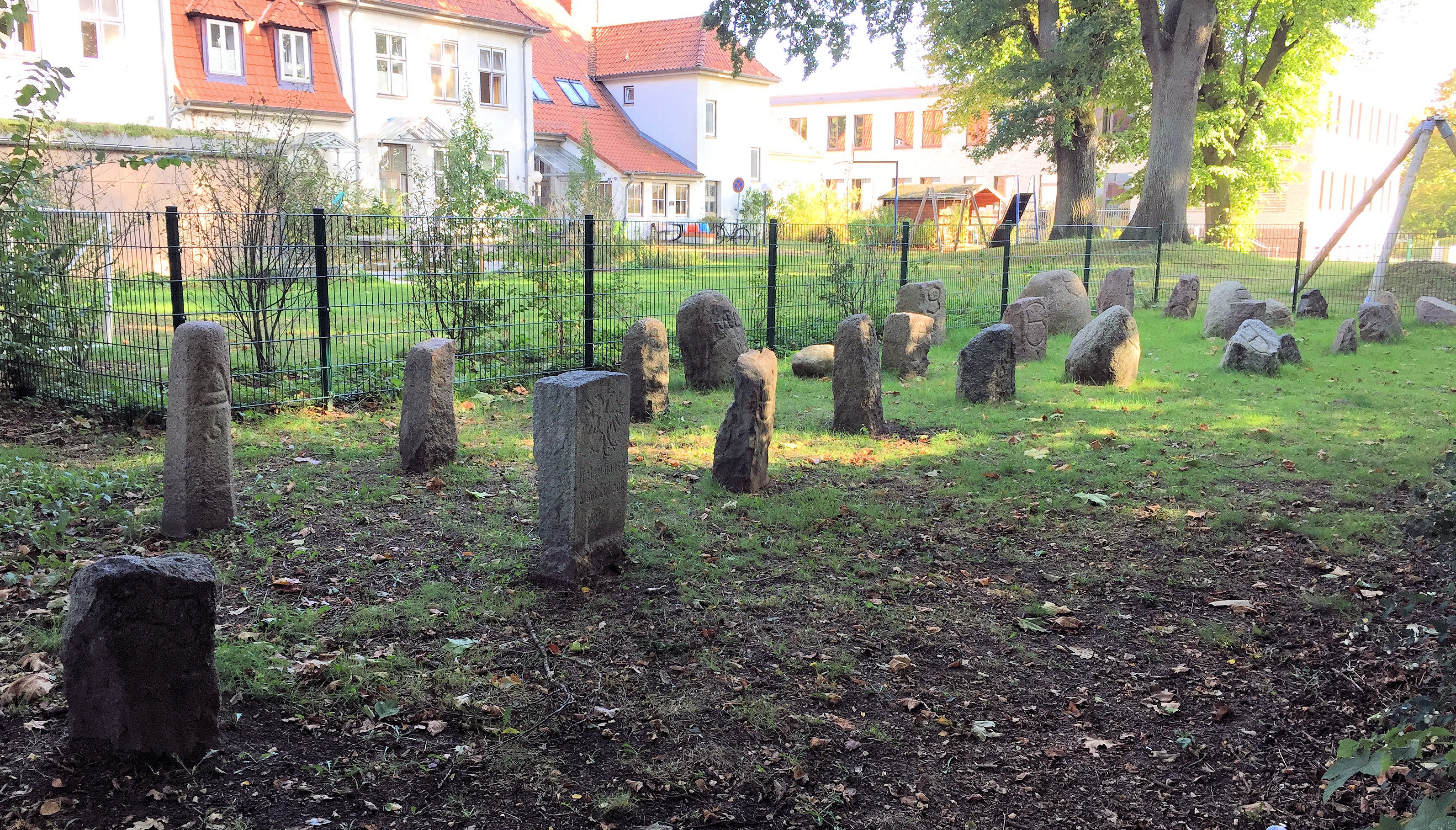
Der Grenzsteinpark

Der Grenzsteinpark ist ein Lapidarium auf dem Gelände der Universität zu Lübeck.
Er wurde 1992 angelegt, um unter Denkmalschutz stehende historische Lübecker Grenz- und Flursteine, die bei Bau- und Bodenarbeiten aufgefunden werden und die nicht an ihrem angestammten Standort verbleiben können bzw. bereits von dort entfernt wurden, zu sammeln und der Öffentlichkeit zugänglich zu machen. Ursprünglich war der Grenzsteinpark auf einer Freifläche an der Rückseite des Zentralklinikums (Haus 40) angesiedelt, wurde jedoch 2013 wegen bevorstehender Baumaßnahmen verlegt und befindet sich nun gegenüber von Haus 10 unweit der Heinrich-Meiborn-Straße.
Im Jahre 2020 umfasste der Bestand des Grenzsteinparks insgesamt 28 Exemplare, darunter sowohl Grenzsteine, mit denen das Territorium der Stadt Lübeck kenntlich gemacht wurde, als auch Flursteine, die der Markierung von Flächen in Privat- oder Stiftungsbesitz dienten.

## Bilder

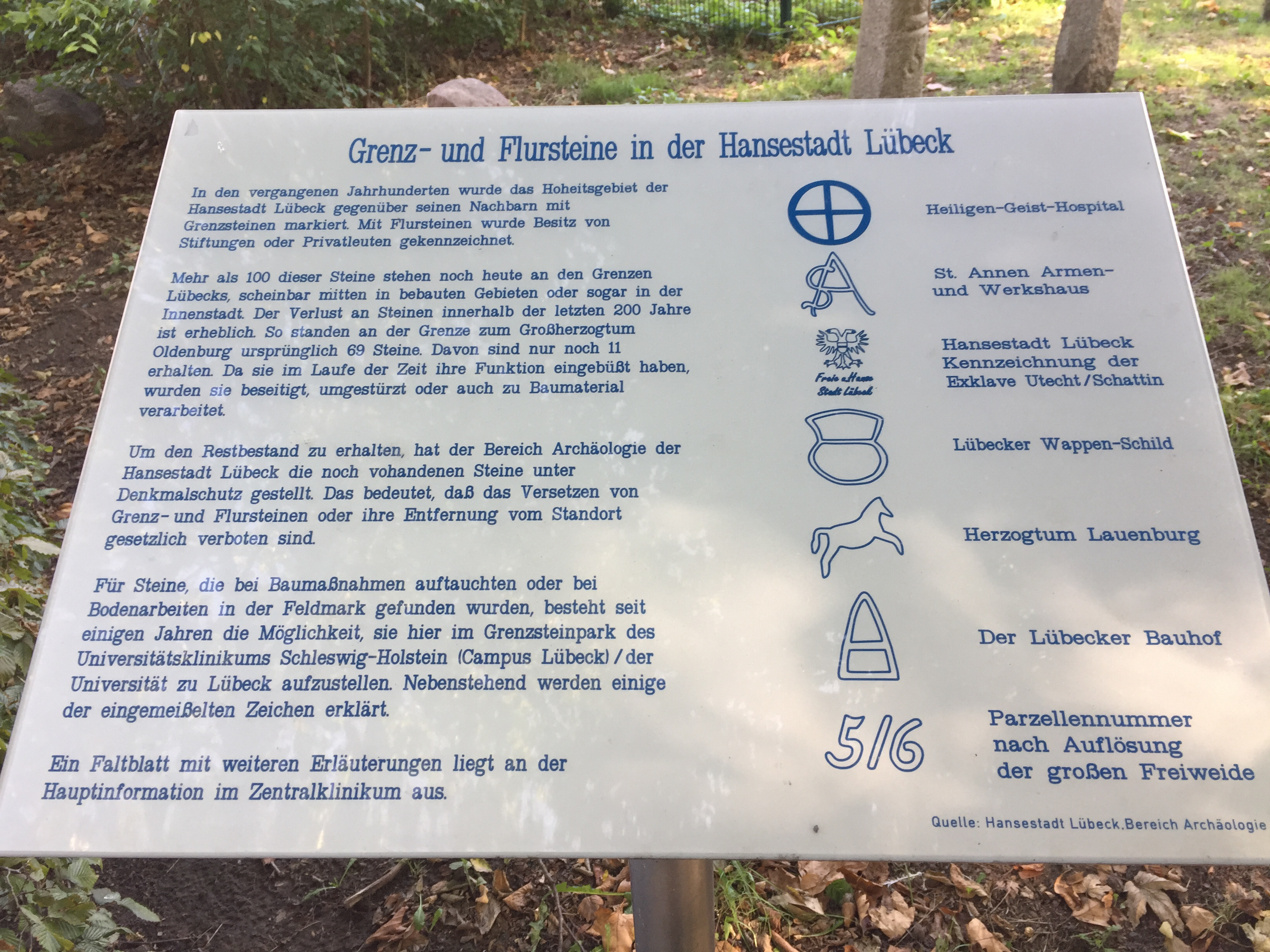
Informationstafel im Grenzsteinpark
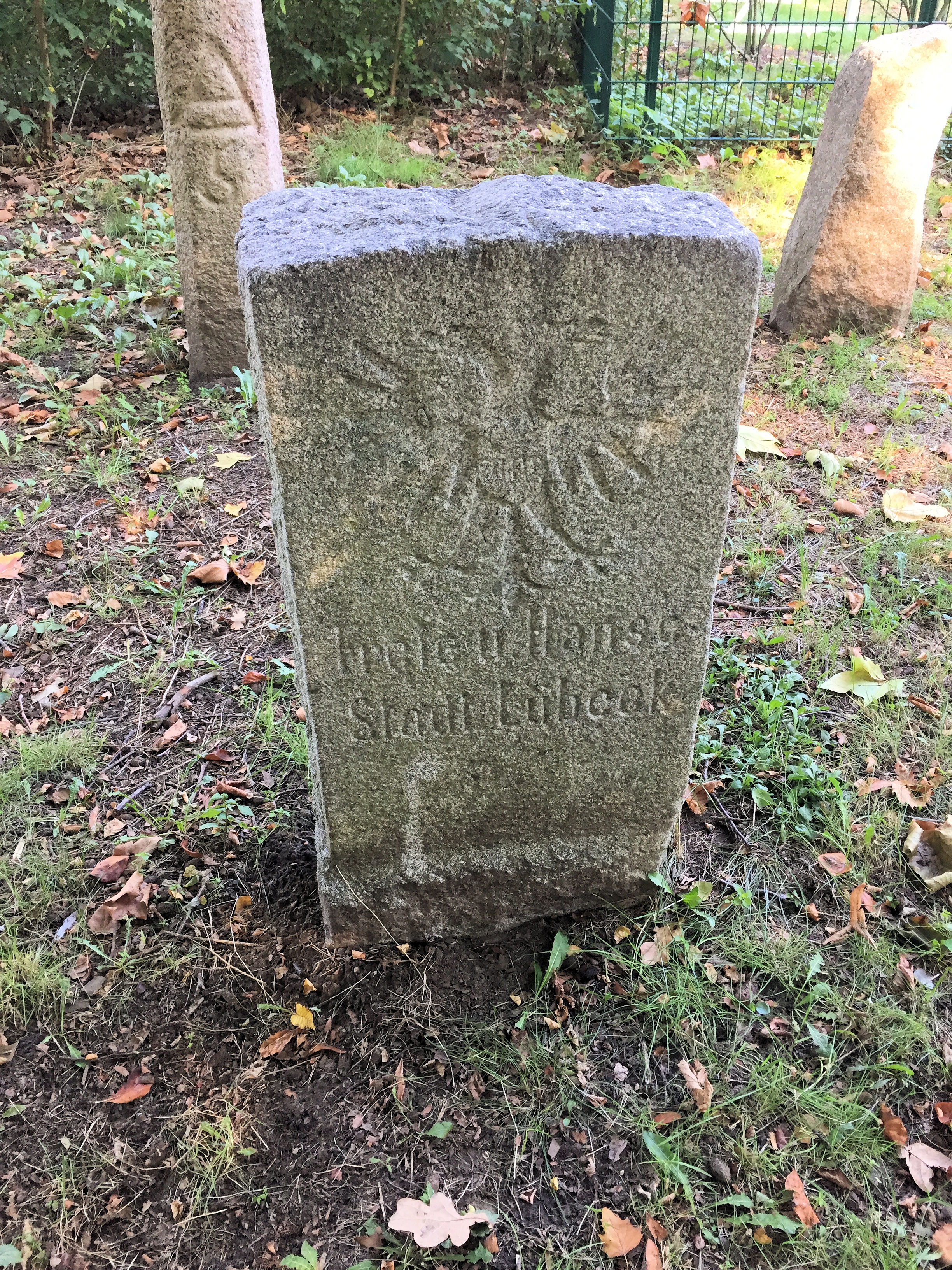
Lübecker Grenzstein 19. Jh., ursprünglicher Standort: Lübecker Exklave Utecht bei Schlagsdorf
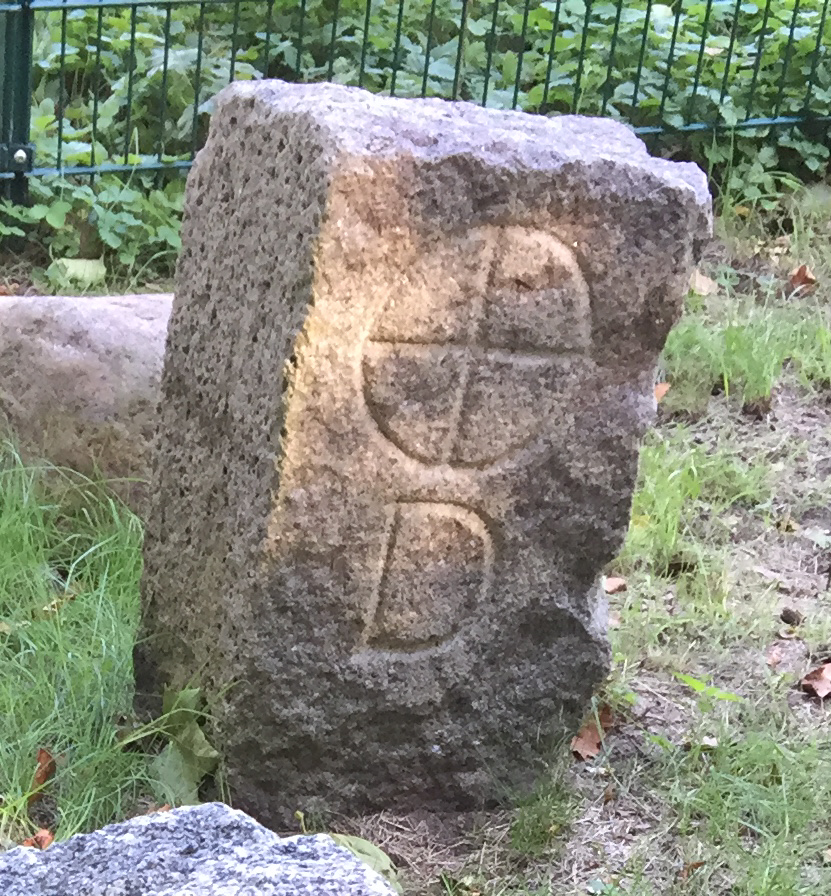
Flurstein des Heiligen-Geist-Hospitals, 19. Jh.
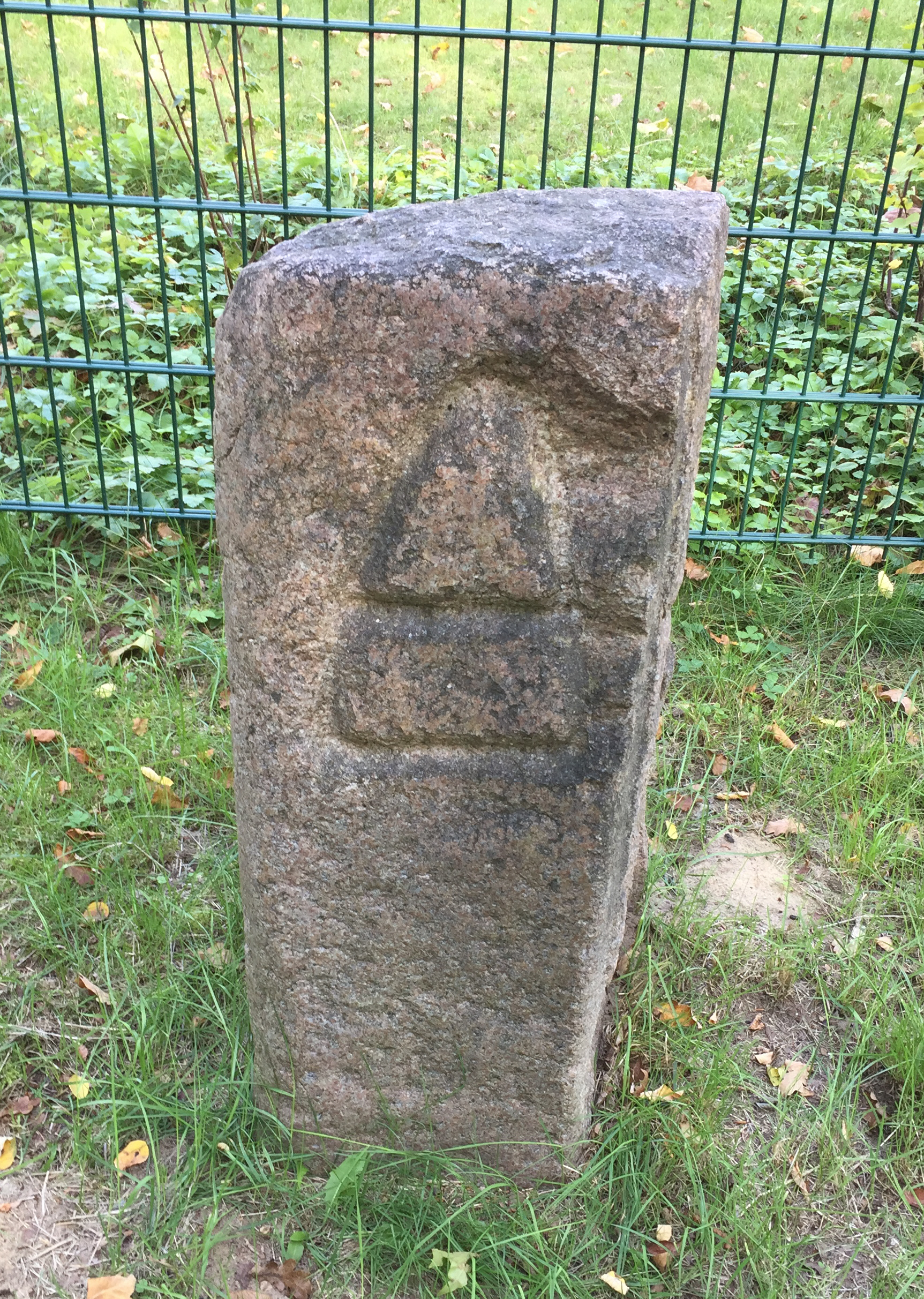
Flurstein mit dem Zeichen des Lübecker Bauhofs